# Farnborough Airport
Luchthaven Farnborough (Engels: Farnborough Airport; IATA: FAB, ICAO: EGLF), voorheen RAE Farnborough, is een vliegveld in de stad Farnborough in het Engelse graafschap Hampshire. Het vliegveld is vooral bekend van de Farnborough Airshow, waar vaak nieuwe vliegtuigtypes worden gepresenteerd, en van het Royal Aircraft Establishment (RAE), een voormalig onderzoekslaboratorium op het gebied van lucht- en ruimtevaarttechniek dat een grote rol speelde in de ontwikkeling van de Britse (militaire) luchtvaart.
De luchthaven staat ook bekend als TAG London Farnborough Airport, mede vanwege de ligging tegenover Londen en de eigenaar TAG (Techniques d'Avant Garde).

## Geschiedenis

### Aan de wieg van de luchtvaart

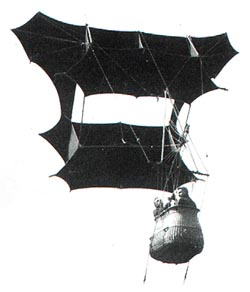
Vlieger van Samuel Cody

In 1878 voerde het Britse leger voor het eerst experimenten uit met luchtballonnen. Dit leidde tot de oprichting van twee afdelingen die zich speciaal met ballonnen bezighielden: de Balloon Factory en de Balloon Section van de Royal Engineers. Na diverse verhuizingen werden deze afdelingen in 1905 gevestigd in Farnborough. Het eerste Britse militaire luchtschip, de Nulli Secundus, werd hier voltooid op 10 september 1907. Luchtvaartpionier Samuel Franklin Cody experimenteerde hier met vliegers voor militair gebruik, en later met een gemotoriseerd vliegtuig. Op 16 oktober 1908 voerde Cody op Farnborough de eerste officiële gecontroleerde vlucht met een toestel zwaarder dan lucht in Groot-Brittannië uit.
De Balloon Section werd in 1911 omgevormd tot Air Battalion Royal Engineers en werd later het Squadron No 1 van de Royal Air Force. De Balloon Factory groeide uit tot de Royal Aircraft Factory.

### Eerste Wereldoorlog

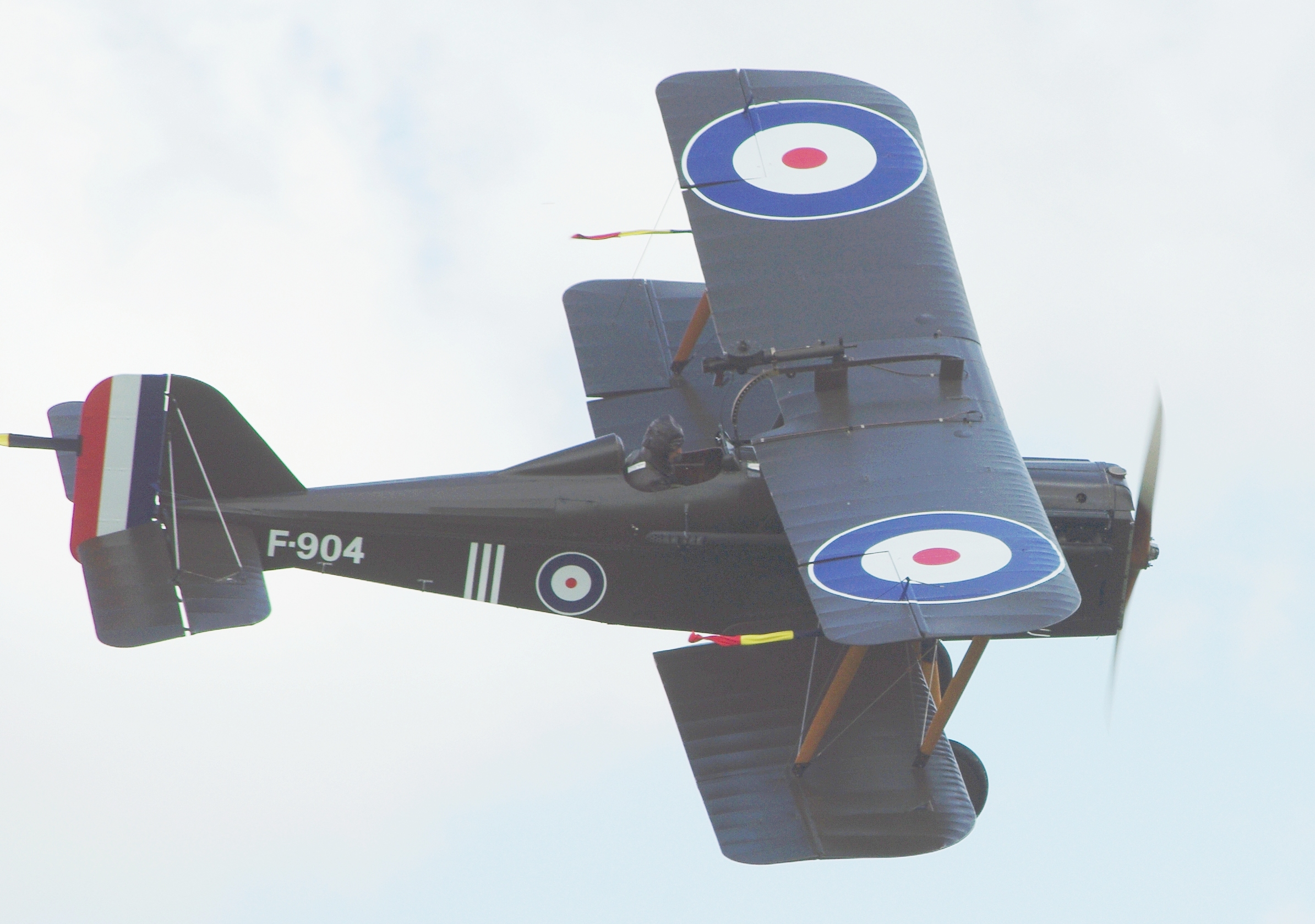
S.E.5

In februari 1914 was de Royal Aircraft Factory gegroeid tot 957 werknemers en druk doende met de ontwikkeling van gemotoriseerde vliegtuigen zoals de Royal Aircraft Factory S.E.4, de Royal Aircraft Factory S.E.5, en de CE1 Flying Boat. Er werd bijvoorbeeld gewerkt aan lichtere en betrouwbaardere motoren. Gedurende de Eerste Wereldoorlog groeide het aantal werknemers tot boven de 5000.
Tot de opmerkelijkste ontwikkelingen behoort de Ruston Proctor Aerial Target, een radiografisch bestuurd vliegtuig, in feite een vliegende bom die bedoeld was om vijandelijke luchtschepen aan te vallen en een verre voorloper van de hedendaagse drones. Louis Brennan werkte tussen 1919 en 1926 op Farnborough aan de ontwikkeling van een helikopter. De ontwikkeling werd in 1926 gestaakt.
Tussen 1914 en 1918 had de Royal Aircraft Factory zo'n 500 vliegtuigen gebouwd, waarvan ongeveer 15% voor onderzoek en de rest voor productie. In 1916 werd besloten dat de Royal Aircraft Factory geen productiefaciliteit moest worden, maar zich moest concentreren op onderzoek, wat altijd al een belangrijke component van haar werk was geweest. Farnborough zou daardoor uitgroeien tot de belangrijkste locatie voor luchtvaartonderzoek in Groot-Brittannië.

### Interbellum
Door het einde van de oorlog en de noodzaak tot bezuinigingen van de overheid kromp het Royal Aircract Establishment tot een kwart van wat het in 1918 was geweest. De ommekeer kwam in het jaar 1935, toen de regering van Stanley Baldwin besloot tot grootscheepse investeringen in de militaire luchtvaart in reactie op de verwachte groei van de Luftwaffe.
Er werd op Farnborough onderzoek gedaan naar praktische zaken als propellers met een instelbare pitch, eendeksvliegtuigen, zuurstofflessen voor het vliegen op grote hoogte, en radiografisch bestuurbare doelwit-vliegtuigen voor oefeningen met luchtdoelgeschut. Daarnaast vond theoretisch onderzoek plaats naar aerodynamica en het gebruik van schaalmodellen in windtunnels. In 1935 werd de eerste windtunnel in gebruik genomen die groot genoeg was om ongeschaalde modellen en echte vliegtuigen te testen, met windsnelheden tot 180 km/uur. Nieuwe ontwikkelingen leidden tot de oprichting van groepen die zich specialiseerden in bijvoorbeeld radiografie en fotografie. In 1939 werd het Physiological Department opgericht, dat onderzoek deed naar het effect van vliegen op grote hoogte op de fysiologie van piloten.

### Tweede Wereldoorlog

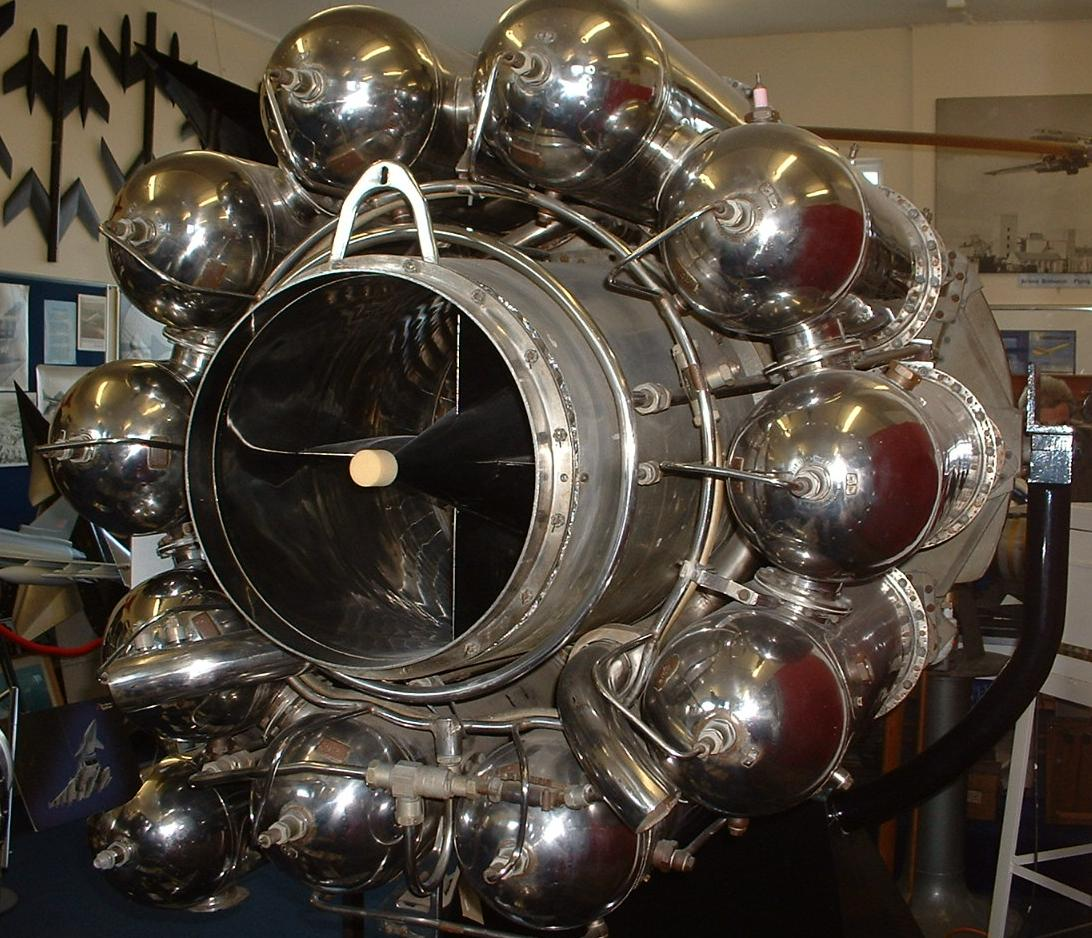
Straalmotor gebruikt in de Gloster Meteor.

In augustus 1940 werd het Royal Aircraft Establishment op Farnborough voor het eerst aangevallen door de Luftwaffe. Zo'n 20 bommen vielen en drie medewerkers vonden de dood.
De gebouwen en het vliegveld zelf werden in de loop van 1940 uitgebreid. Windtunnelproeven werden uitgevoerd met de eerste Britse straalvliegtuigen, de Gloster/Whittle E28/39 en de Gloster Meteor.
In november 1942 werd een windtunnel in gebruik genomen waarin ook de luchtdruk kon worden gevarieerd, om de omstandigheden op grote hoogte na te bootsen, en waarin windsnelheden tot meer dan 900 km/uur mogelijk waren. Meer nieuwe tunnels volgden in 1943, 1944, en 1947.
Er werd op Farnborough gewerkt aan gyroscopische richtapparatuur voor jachtvliegtuigen, richtapparatuur voor bommenwerpers, radarsystemen voor gebruik in vliegtuigen, drukcabines voor het vliegen op grote hoogte, en lanceersystemen voor vliegtuigen ("katapult"), en er werden buitgemaakte Duitse vliegtuigen en V2-raketten onderzocht. Er is gewerkt aan een supersoon vliegtuig, maar dit werk is aan het einde van de oorlog afgebroken.

### Koude Oorlog
Het aantal medewerkers, dat een piek van 6000 had bereikt, werd na de oorlog met de helft teruggebracht. Onderzoek naar vliegtuigmotoren, raketmotoren, en geleide projectielen bleef op Farnborough aanwezig. In 1947 begon de constructie van een eerste supersone windtunnel. Een hypersone tunnel volgde in de jaren 1960.

### Naoorlogse periode

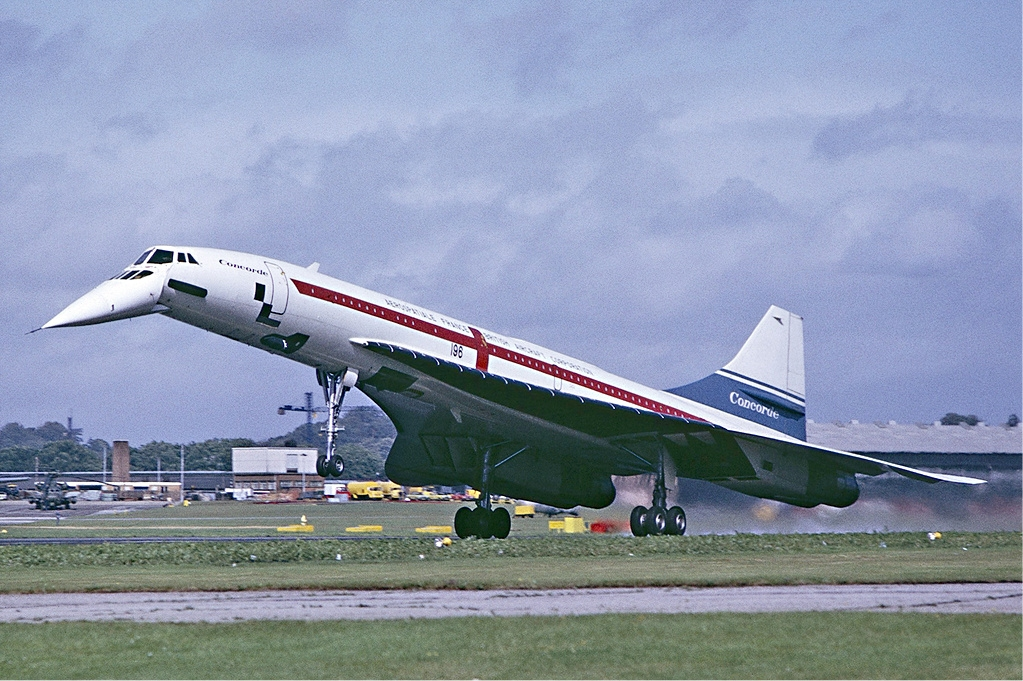
Een Concorde landt op Farnborough

In 1988 werd het Royal Aircraft Establishment omgedoopt to Royal Aerospace Establishment, dat in 1991 opging in het Defence Research Agency, in 1995 opgevolgd door het Defence Evaluation and Research Agency.
In 2003 werd Farnborough Airport een volledig civiele luchthaven, die in 2006 voorzien werd van een nieuwe terminal. Er zijn (anno 2011) geen lijnvluchten; het vliegveld wordt uitsluitend gebruikt door privévliegtuigen.
Sinds 1948 wordt op Farnborough Airport de tweejaarlijkse Farnborough Airshow gehouden.
Ondanks verzet van omwonenden en van de lokale overheid heeft het vliegveld in 2011 toestemming gekregen om het aantal vluchten geleidelijk op te voeren tot 50.000 per jaar in 2019.
Het terrein rond het vliegveld herbergt nog altijd diverse luchtvaartgerelateerde organisaties, waaronder een museum en het hoofdkwartier van de Air Accidents Investigation Branch, de Britse organisatie die luchtvaartongelukken onderzoekt. Drie windtunnels zijn behouden gebleven, maar zijn niet meer in gebruik.